# Communauté de communes de l'Ouest guyanais
La communauté de communes de l'Ouest guyanais (CCOG) est un établissement public de coopération intercommunale (EPCI) regroupant huit communes de l'ouest de la Guyane Française : Apatou, Awala-Yalimapo, Grand-Santi, Mana, Maripasoula, Papaïchton, Saül et Saint-Laurent-du-Maroni.
La communauté de communes utilise la marque de territoire Ouest Guyane. 

## Historique
Elle est créée par un arrêté préfectoral en date du 29 décembre 1994 avec effet au 1er janvier 1995.

## Territoire communautaire

### Composition
La communauté de communes est composée des 8 communes suivantes :

| Nom                     | Code Insee | Gentilé          | Superficie (km2) | Population (dernière pop. légale) | Densité (hab./km2) |
| ----------------------- | ---------- | ---------------- | ---------------- | --------------------------------- | ------------------ |
| Mana (siège)            | 97306      | Mananais         | 6 332,6          | 11 364 (2022)                     | 1,8                |
| Apatou                  | 97360      |                  | 2 020            | 10 059 (2022)                     | 5                  |
| Awala-Yalimapo          | 97361      |                  | 187,4            | 1 549 (2022)                      | 8,3                |
| Grand-Santi             | 97357      |                  | 2 112            | 9 390 (2022)                      | 4,4                |
| Maripasoula             | 97353      | Maripasouliens   | 18 360           | 8 423 (2022)                      | 0,46               |
| Papaichton              | 97362      |                  | 2 628            | 5 530 (2022)                      | 2,1                |
| Saint-Laurent-du-Maroni | 97311      | Saint-Laurentins | 4 830            | 51 732 (2022)                     | 11                 |
| Saül                    | 97352      |                  | 4 475            | 297 (2022)                        | 0,07               |

### Composition détaillée
La communauté de communes de l’ouest guyanais représente un territoire d'une superficie de 40 945 km2,  soit 49 % de la Guyane.
C’est un territoire avec une population de 97 568 habitants en 2021, soit 34 % de la Guyane.
Apatou
Commune de pleine exercice depuis 1976, Apatou fût créée à partir des parcelles de Grand-Santi-Papaichton, Apatou est une.
La Commune est constituée de trois bourgs : Patience, Maïman et Apatou.
La population est essentiellement composée de Créée. Le moyen d’accès reste le fleuve et depuis peu une route de 35 km permet de relier la Commune à Saint-Laurent du Maroni. Apatou est la porte d’entrée sur le fleuve du Maroni.
- Maire : Edwin Moïse
- Population : 7 649 habitants  selon l’INSEE en 2016
- Superficie : 2 020 km2
- Code Insee : 97306

Awala-Yaliamapo
Awala-Yalimapo est la plus petite Commune de Guyane érigée en Commune de pleine exercice en décembre 1988 par détachement de la Commune de Mana.
La Commune est connue pour la richesse de son patrimoine naturel notamment pour les milliers de tortues marines qui viennent pondre sur la plage de Yalimapo.
La population est composée majoritairement d’amérindiens kali’na.
- Maire : Jean-Paul Fereira
- Population : 1 350 habitants selon l’INSEE en 2016
- Superficie : 187 km2
- Site : http://www.awala-yalimapo.fr
- Code INSEE : 97311

Grand Santi
En 1992 est créée la Commune de Grand-Santi. Elle est une scission de la Commune de Papaïchton-Grand-Santi. La commune est constituée des nombreux petits villages : Gaa, Grand Citron, Ana kondé, Apagui, Monfina.
La population est majoritairement composée de Bushi Nengués Djuka. Le moyens d’accès reste le fleuve et depuis peu, on peut rejoindre Grand-Santi par avion. Si la montagne Kotika (730 m) et les montagnes françaises restent des points culminants, la Commune de Grand-Santi demeure discrète et isolée.
- Maire : Félix Dada
- Population : 6 343 habitants selon l’INSEE en 2016
- Superficie : 2 112 km2
- Code INSEE : 97357

Mana
Fondée par la Mère Anne-Marie Javouhey au début du XIXe siècle, la ville de Mana est bordée à l’Ouest par les Communes de Saint-Laurent du Maroni et d’Awala-Yalimapo, à l’Est par Iracoubo et Saint-Elie et au Sud par la Commune de Saül.
La Commune est constituée de deux pôles marchands : le bourg et le village de Javouhey.  Le village de Charvein est également une zone de vie importante. La population mananaise est composée d’une diversité de communautés (créole, hmong, amérindienne, chinoise, brésilienne, haïtienne, Indienne, bushi nengué, etc.). Mana fait partie du Parc Naturel Régional de la Guyane.
- Maire : Albéric Benth
- Population : 9 593 habitants selon l’INSEE en 2016
- Superficie : 6 333 km2
- Code INSEE : 97311
- Site : www.mana.mairies-guyane.org

Maripasoula
Maripasoula est devenue une commune de pleine exercice en 1969, lors de la suppression du territoire de l’Inini. Elle est la plus grande commune de France en superficie.
La commune est constituée du bourg principal et de nombreux villages en aval et en amont. La population de Maripasoula est composée de plusieurs communautés. Les amérindiens Wayana vivent principalement sur le Haut-Maroni dans les villages de Elahé, Kayodé, Twenke, Taluhen, Antecum Pata et Pidima. La population Bushi Nengué vit en particulier dans le bourg et en aval (Nouveau Wacapou, Abdhala..).
- Maire : Serge Anelli
- Population : 10 477 habitants selon l’INSEE en 2016
- Superficie : 18 360 km2
- Code INSEE : 97353

Papaïchton
Détachée administrativement de Grand-Santi, la commune de Papaïchton est depuis décembre 1992, une commune de pleine exercice. Elle est constituée des villages d’Assissi, Loca et Boniville.
La population est composée de la communauté Bushi Nengué plus particulièrement Boni. Depuis quelques années de nouvelles communautés se sont installées sur le territoire communal. Le moyen d’accès reste le fleuve. La Commune de Papaïchton fait aussi partie du Parc Amazonien de Guyane.
- Maire : Jules Deie
- Population : 6 335 habitants selon l’INSEE en 2016
- Superficie : 2 628 km2
- Code INSEE : 97362

Saül
Situé au cœur de la Guyane, Saül devient une commune de pleine exercice en 1969, date de la suppression du territoire de l’Inini.
La population est constituée essentiellement de créoles, métropolitains ainsi que de quelques familles Hmong et brésiliennes. Village isolé, Saül est uniquement accessible par l’avion. Il est la porte d’accès au Parc Amazonien de Guyane.
- Maire : Marie-Hélène Charles
- Population : 150 habitants selon l’INSEE en 2016
- Superficie : 4 475 km2
- Code INSEE : 97352

Saint-Laurent-du-Maroni
Initialement ville pénitentiaire, Saint-Laurent du Maroni est la seconde ville du département de la Guyane. Saint-Laurent du Maroni est une ville frontière située en face de la ville d’Albina (Suriame). La Commune est constituée d’un centre administratif, de nombreux quartiers et villages (Paddock, Terre-Rouge, Espérance, la Charbonnière) et de Saint-Jean du Maroni.
La population est composée de diverses communautés. Le moyen d’accès reste la route nationale no 1 et des vols réguliers assure la liaison à partir de Cayenne, Grand-Santi ou Maripa-Soula. Saint-Laurent du Maroni dispose d’un patrimoine architectural riche issu de la période coloniale.
- Maire : Sophie Charles
- Population : 41 515 habitants selon l’INSEE en 2016
- Superficie : 4 830 km2
- Code INSEE : 97311
- Site : www.saintlaurentdumaroni.fr

### Démographie
| 1967  | 1974  | 1982   | 1990   | 1999   | 2010   | 2015   | 2021   |
| ----- | ----- | ------ | ------ | ------ | ------ | ------ | ------ |
| 8 122 | 9 233 | 11 435 | 25 989 | 37 553 | 73 848 | 89 892 | 97 568 |

## Administration

### Siège
Le siège de la communauté de communes est situé à Mana.

### Élus
Le conseil communautaire de la communauté de communes se compose de 44 conseillers, représentant chacune des communes membres et élus pour une durée de six ans.
Ils sont répartis comme suit :
| Nombre de conseillers | Communes                |
| --------------------- | ----------------------- |
| 21                    | Saint-Laurent-du-Maroni |
| 6                     | Maripasoula             |
| 5                     | Mana                    |
| 4                     | Apatou                  |
| 3                     | Grand-Santi, Papaichton |
| 1 (+1 suppléant)      | Awala-Yalimapo, Saül    |

### Présidence
A l'issue des élections municipales et communautaires de 2020, Sophie Charles, maire de Saint-Laurent-du-Maroni est réélue présidente de la communauté de communes. Elle est assistée de 8 vice-présidents et 4 autres conseillers au sein du bureau communautaire :
|     | Attributions | Identité             | Qualité                                         |
| --- | ------------ | -------------------- | ----------------------------------------------- |
| 1er |              | Jules Deie           | Maire de Papaïchton                             |
| 2e  |              | Marciano Soewa       | Conseiller municipal de Saint-Laurent-du-Maroni |
| 3e  |              | Achille Adoissi      | Conseiller municipal de Saint-Laurent-du-Maroni |
| 4e  |              | Serge Anelli         | Maire de Maripa-Soula                           |
| 5e  |              | Migill Agoussa       | Conseiller Municipal de Grand-Santi             |
| 6e  |              | Albéric Benth        | Maire de Mana                                   |
| 7e  |              | Jean-Paul Fereira    | Maire de Awala-Yalimapo                         |
| 8e  |              | Marie-Hélène Charles | Maire de Saül                                   |

| Période                                  | Période  | Identité        | Étiquette    | Qualité                                        |
| ---------------------------------------- | -------- | --------------- | ------------ | ---------------------------------------------- |
| 1994                                     | 2001     | Georges Patient | DVG          | Maire de Mana (1989 → 2017)                    |
| 2001                                     | 2018     | Léon Bertrand   | RPR puis UMP | Maire de Saint-Laurent-du-Maroni (1983 → 2018) |
| 2018                                     | en cours | Sophie Charles  | DVD          | Maire de Saint-Laurent-du-Maroni (2018 → )     |
| Les données manquantes sont à compléter. |          |                 |              |                                                |

### Compétences

#### Le développement économique

##### Objectifs
Dans le domaine du développement économique, la Communauté de Communes de l’Ouest Guyanais s’est fixée les objectifs suivants :
- Favoriser la création d’activités et d’emplois ;
- Favoriser l’installation de services de proximité dans les zones qui en sont dépourvues ;
- Accompagner et mettre en place une ingénierie territoriale de création d’activités.

##### Champs d’intervention
Pour atteindre ces objectifs, la Communauté de Communes de l’Ouest Guyanais intervient dans les secteurs suivants :
- Création d’activités et d’emplois :

Par l’aménagement, la gestion et l’entretien des zones d’activités industrielles, commerciales, tertiaires, artisanales touristiques et portuaires.
- Installation de service de proximité dans les zones qui en sont dépourvues :

Par l’étude, la programmation, la construction et gestion de tout immobilier industriel, commercial, tertiaire, agricole, artisanal et touristique favorisant l’installation d’entreprises ainsi que la création d’emplois.
- Ingénierie territoriale de création d’activités :

Par des actions de soutien et d’accompagnement de structures existantes dont la vocation première relève de l’appui, du conseil et d’assistance technique aux porteurs des projets.
Par la mise en place de programmes spécifiques tels que Leader Ouest dont les finalités sont les suivantes : l’appui et le développement de toutes activités créatrices d’emplois en milieu rural.

#### Électrification rurale

##### Objectifs
Dans le domaine du développement économique, la Communauté de Communes de l’Ouest Guyanais s’est fixée les objectifs suivants :
- Favoriser la création d’activités et d’emplois ;
- Favoriser l’installation de services de proximité dans les zones qui en sont dépourvues ;
- Accompagner et mettre en place une ingénierie territoriale de création d’activités.

##### Champs d’intervention
Pour atteindre ces objectifs, la Communauté de Communes de l’Ouest Guyanais intervient dans les secteurs suivants :
- Création d’activités et d’emplois :

Par l’aménagement, la gestion et l’entretien des zones d’activités industrielles, commerciales, tertiaires, artisanales touristiques et portuaires.
- Installation de service de proximité dans les zones qui en sont dépourvues :

Par l’étude, la programmation, la construction et gestion de tout immobilier industriel, commercial, tertiaire, agricole, artisanal et touristique favorisant l’installation d’entreprises ainsi que la création d’emplois.
- Ingénierie territoriale de création d’activités :

Par des actions de soutien et d’accompagnement de structures existantes dont la vocation première relève de l’appui, du conseil et d’assistance technique aux porteurs des projets.
Par la mise en place de programmes spécifiques tels que Leader Ouest dont les finalités sont les suivantes : l’appui et le développement de toutes activités créatrices d’emplois en milieu rural.

#### Gestion des déchets

##### Objectifs
Dans le domaine de la gestion des déchets ménagers, la Communauté de Communes de l’Ouest Guyanais vise les objectifs suivants :
- Optimiser la gestion des déchets ménagers sur l’ensemble de son territoire ;
- Améliorer la qualité du service public auprès des usagers.

##### Champs d’intervention
La gestion des déchets sur le territoire communautaire comprend les domaines suivants :
- La pré-collecte : mise à disposition de poubelles ou bacs roulants ;
- La collecte : organisation du ramassage des ordures produites par les ménages ;
- Le stockage en centre de traitement des ordures ménagères ;
- La réhabilitation des anciennes décharges brutes ;
- La création de centres de stockage aux normes

#### Pôle agro-alimentaire
La Communauté de Communes de l’Ouest Guyanais a réaliser, en 2006, une structure d’abattage des animaux de boucherie afin de répondre aux obligations légales  et  sanitaires  communautaires  ainsi  qu’aux  attentes  des  éleveurs  et consommateurs de l’Ouest Guyanais.
La  création  d’un  abattoir  à  Mana  répond  à  un  objectif  de  salubrité  publique  et permettra  de  lutter  plus  efficacement  contre  les  abattages  clandestins  et  de répondre à une nécessité économique régionale caractérisée : satisfaire les circuits courts de distribution. Il aura également une vocation pédagogique à l’égard des élèves de la MFR et du Lycée Polyvalent de Mana.
Un atelier de transformation des produits végétaux amazoniens
De nombreux porteurs de projet ont été identifiés sur la zone de l’Ouest. Cependant, une grande partie d’entre eux ont des ressources insuffisantes pour la mise en œuvre de leur projet. La mise en place d’un tel atelier doit leur permettre de concrétiser leur projet  afin  de  développer  une  véritable  filière  d’agro-transformation  avec  une production  répondant  aux  exigences  qualitatives  et  sanitaires  d’une  clientèle  en expansion.
L’atelier de transformation vise donc à répondre à l’attente d’un certain nombre de projets  artisanaux  de  transformation  agroalimentaire  et  de  missions d’accompagnement identifiés sur le territoire. Son fonctionnement consiste à mettre à disposition des locaux et du matériel performant à différents utilisateurs.
Trois utilisations principales sont retenues :
- La mise à disposition de l’atelier aux agro-transformateurs de l’Ouest
- La formation en agro-alimentaire de la MFR (Maison Familiale Rurale)  et du CFPPA (Centre de Formation Professionnelle et de Promotion Agricole) de Guyane
- La recherche de nouveaux procédés de transformation et l’accompagnement des professionnels.

#### Le Port de l'Ouest

##### Objectifs
Depuis janvier 2009, la Communauté de Communes de l’Ouest Guyanais est propriétaire du Port de l’Ouest. C’est un port fluvial situé sur le fleuve Maroni, séparant la Guyane française du Suriname.
Le Port de l’Ouest est constitué de trois zones d’activités à vocations différentes :
- Le port de commerce qui accueille les navires de transport de marchandises.
- La zone internationale d’accostage qui permet au bac « La Gabrielle » d’assurer la rotation régulière de passagers et de véhicules vers et depuis Albina (Suriname).
- Le port piroguier qui permet l’accostage de pirogues de transport de passagers vers et depuis Albina (Suriname).

La volonté politique de la Communauté de Communes de l’Ouest Guyanais est de :
- Faire du Port de l’Ouest un véritable outil de développement économique de l’Ouest guyanais ;
- Favoriser l’implantation de nouvelles entreprises sur la zone portuaire ;
- Favoriser la création d’activités et d’emplois.

##### Champs D’intervention
De par son statut de propriétaire, la Communauté de Communes de l’Ouest Guyanais est l’autorité portuaire qui a repris l’exploitation du port de l’ouest en régie depuis avril 2014.

##### Rôle de la CCOG
En tant qu’autorité portuaire, la Communauté de Communes de l’Ouest Guyanais exerce, en lieu et place de l’État, tous les droits et obligations afférents à la gestion du domaine public.
Elle intervient également dans la programmation des investissements à réaliser pour le fonctionnement du port.

##### Rôle de la régie du port
Exploitation du port de commerce ;
La gestion de l’ensemble des activités du port de commerce ainsi que l’entretien des installations

### Régime fiscal et budget
Le régime fiscal de la communauté de communes est la fiscalité professionnelle unique (FPU).